# Előválasztások az Amerikai Egyesült Államokban

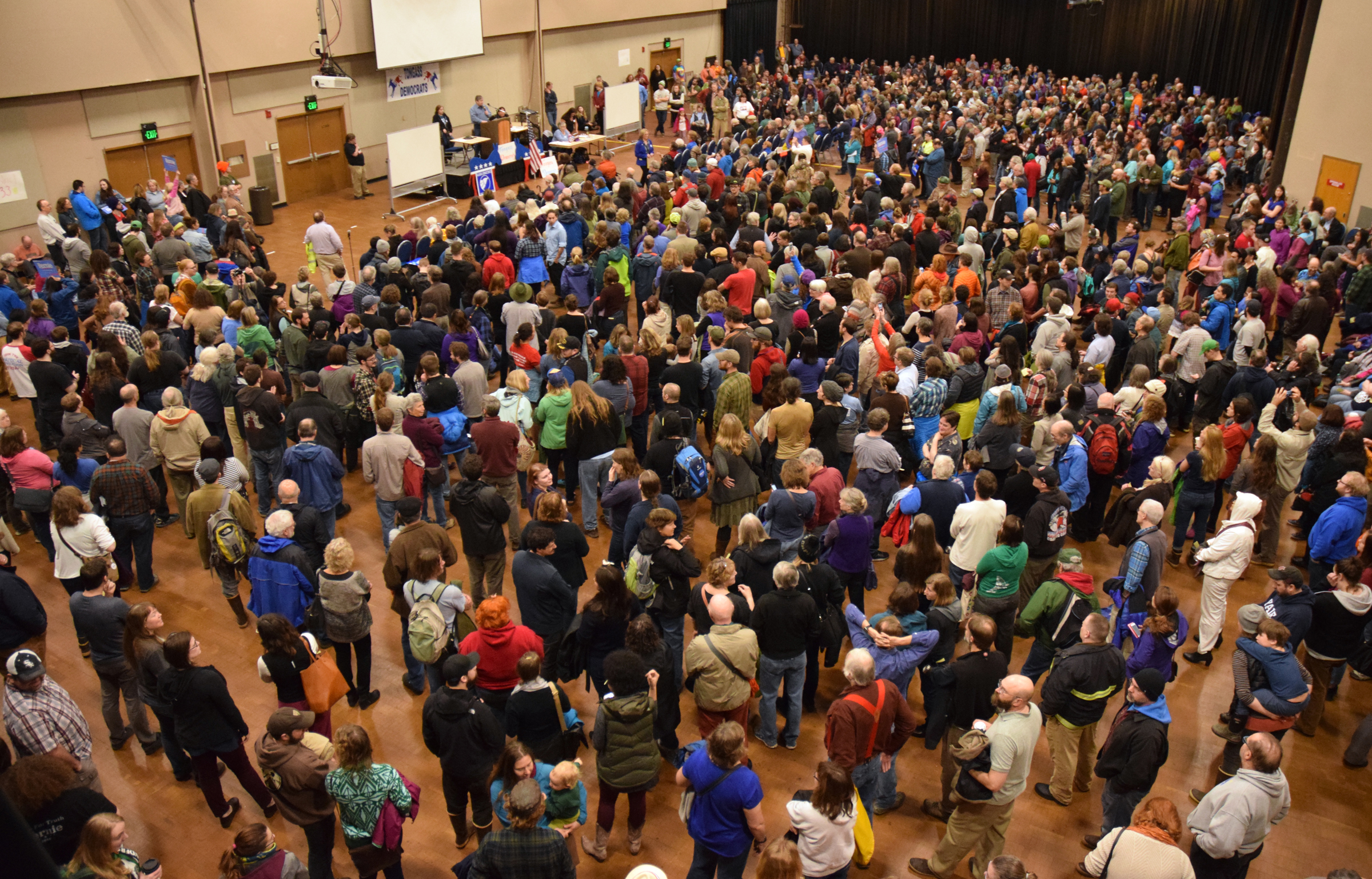
Demokratikus kaukusz 2016-ban Alaszka államban

Az előválasztások az Amerikai Egyesült Államok politikai közegének szerves részét képező, hagyományos politikai rendezvényei, amelyen a pártok küldötteket választanak. A küldöttek a nemzeti konvent során később kiválasztják a párt elnök- és alelnökjelöltjét.
Az előválasztások és a jelölőgyűlések (kaukuszok) a négyévente következő választási év januárjában kezdetét veszik, a folyamat jórészt egészen novemberi elnökválasztásig eltart.
A jelöltállítási folyamatot az alkotmány nem szabályozza, a módját a pártok az adott állam jogi környezetét figyelembe véve maguk alakíthatják ki. Az egységes szabályozás hiánya miatt a jelöltállítási folyamat államról államra és pártok között is különbségeket mutat, az elnökjelöltek kiválasztása igen összetett.
A rendszer kialakulásának, és mai jellegének történelmi okai jelentősek, és nagyrészt a nemzet szövetségi jellegéből adódnak. A rendszert elsősorban azért bírálják, mert nehezen áttekinthető, továbbá nem arányosan képezi le a választói akaratot. Alkalmasságát napjainkban is élénk vita övezi.

## Háttere

Az elektori testület államonkénti létszáma 2012-ben, 2016-ban és 2020-ban

Az amerikai politikai színteret az 1850-es évektől két nagy párt, a Demokraták és a Republikánusok váltógazdasága határozza meg. Működésüket törvények, pártszabályok és a szokásjog szabja meg; az alkotmány a pártok működését nem rögzíti, mivel az azt összeállító alapító atyák úgy vélték, hogy a belpolitikát nem az érdekek mentén szerveződő pártok fogják meghatározni.
A választási rendszert alapvetően befolyásolta az Egyesült Államok szövetségi jellege, ugyanis a választások rendjének szabályozása az egyes szövetségi államok hatáskörébe tartozik. Ennek megfelelően közvetett választást és elektori rendszert vezettek be: az elnököt az egyes államok által delegált elektorok választják meg, a választópolgárok pedig arról szavaznak, hogy államuk elektorai melyik elnökjelöltet támogassák. A legtöbb államban többségi szavazás történik, azaz amelyik elnökjelölt a legtöbb szavazatot kapja, az az adott állam összes elektori szavazatát megnyeri (kivétel Maine és Nebraska, ahol az elektori helyeket arányosan osztják el).
Az 538 tagú elektori kollégium működését az alkotmány rögzíti. Összetétele laza korrelációban áll az államok népességével, de a kevésbé népes államok lakosságarányosan nagyobb súlyt kapnak. Kalifornia lakossága például mintegy hússzor akkora, mint Nebraskáé, mégis csak tizenegyszer annyi elektort állíthat mint Nebraska. Az ötven tagállam mellett speciális joggal ruházták fel a fővárost, Washingtont is, amely bár nem önálló állam és nem is része egyik államnak sem, mégis annyi elektort állíthat az elnökválasztáson, amennyit a legkisebb népességű állam (ami jelen esetben 3 elektort jelent). A négyévente következő választási években felállított elektori testületek egyetlen feladata az elnök és az alelnök megválasztása. A szavazáson az elektoroknak nincs valódi döntési jogkörük, azaz igen kevés kivételtől eltekintve a választói felhatalmazásuk alapján döntenek. A választás eredményét szövetségi szinten abszolút többségi elven határozzák meg, tehát amelyik jelölt 50%+1, azaz 270 elektori szavazatot szerez, az a választás győztese.
Az általános választáson minden pártnak egy csúcsjelöltje van, az elektorok közülük választanak. A csúcsjelöltek kiválasztása a párt feladata, amelyre korábban párton belüli gyűléseken került sor, amit napjainkra előválasztások és jelölőgyűlések váltottak fel.

## Kialakulásának okai
Az egyfordulós és többségi elvű választási rendszerek gyakran vezetnek ahhoz, hogy a jelölőszervezetek a választást megelőzően felmérik a potenciális csúcsjelöltek támogatottságát, ez ugyanis növeli az esélyét, hogy a választáson a jelölt jól szerepel a rivális jelölőszervezetek, pártok ellenjelöltjeivel szemben. Az előzetes jelöltállításra különféle politikai folyamatok alkalmazhatók.
Mielőtt az Amerikai Egyesült Államok elnöki előválasztásainak ma ismert rendje kialakult volna, a pártok az elnökjelöltjeiket nemzeti konventen jelölték ki, a konvent küldötteit állami, illetve kerületi szintű konventek előzték meg. Ez az eljárás gyakran vezetett politikai lobbiérdekek érvényesüléséhez, ami a jelöltállítás demokratikusságát rontotta. A 19. század végétől, az amerikai progresszivizmus idején jelentek meg a törekvések a rendszer demokratizálására, amelyre az előválasztásokat tartották megfelelő módszernek. Napjainkban az államok eltérő szabályokkal, de általában a jelölőgyűlések (kaukuszok) és előválasztások valamilyen kombinációjával határozzák meg elnökjelöltjeiket.

## Szabályai

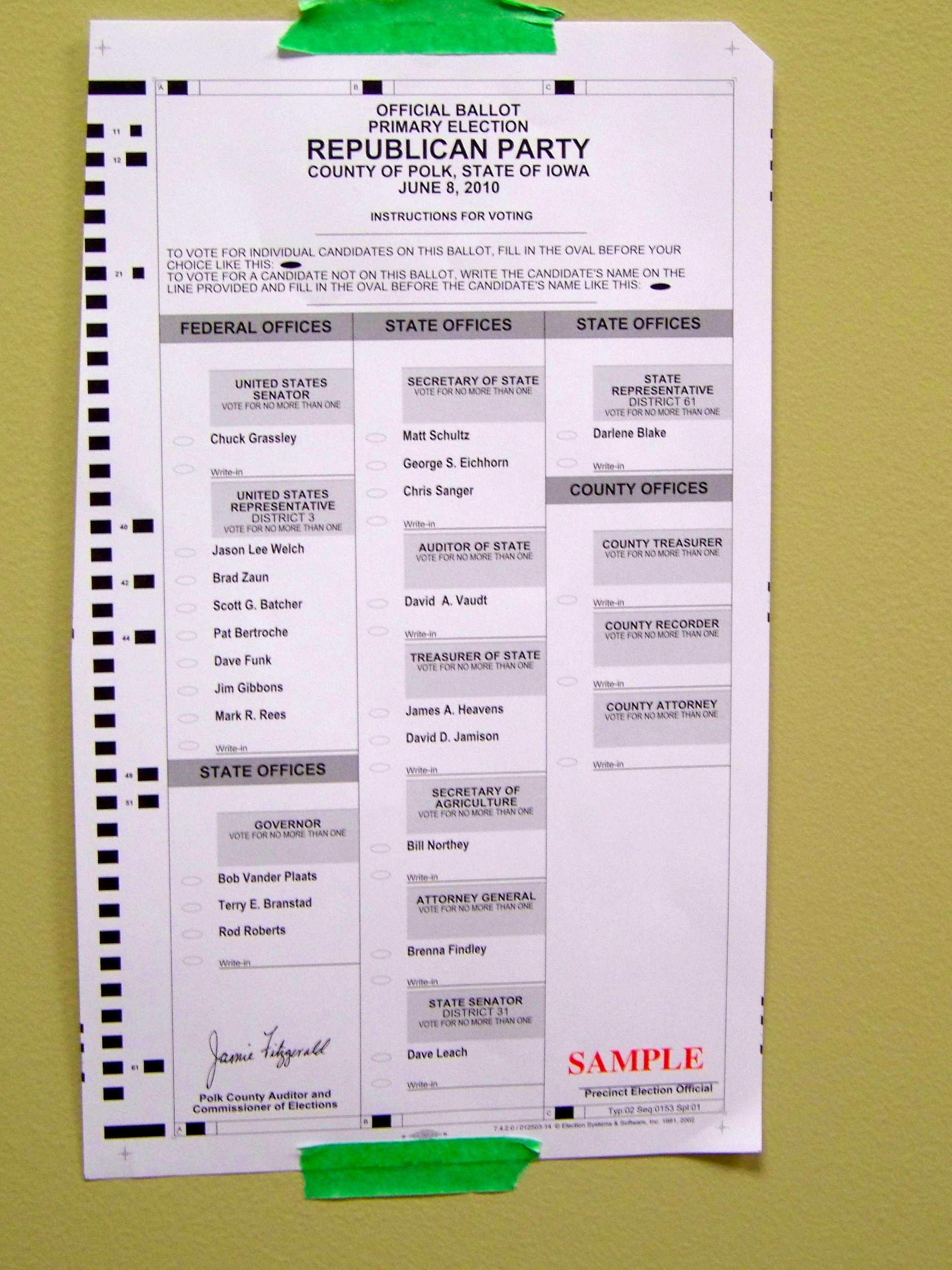
Republikánus előválasztási szavazólap, 2010

Az előválasztások rendjét sem az alkotmány, sem törvények közvetlenül nem szabályozzák, a jelöltek kiválasztásának módját és szabályait a politikai pártok alakították ki. A választási év januárjától júniusáig tartó folyamat célja az államok küldötteinek kiválasztása, akik majd részt vesznek az adott párt nemzeti konventjén, hogy végső döntést hozzanak az elnöki címért induló jelöltjükről. A két legnevezetesebb ilyen rendezvény a Demokratikus Nemzeti Konvent és a Republikánus Nemzeti Konvent. A választott küldöttek mellett lehetnek a párt felső vezetése által megnevezett küldöttek (ún. szuperdelegáltak) is. A Demokrata Pártnál e kettő megoszlása például kb. 85-15%-os, szuperdelegáltak lehetnek a korábbi demokrata elnökök, alelnökök és egyéb magas párttisztségek viselői, továbbá a párttal együttműködő további szervezetek (pl. a párt fiatal tagozata) küldöttei. A demokrata szuperdelegáltak szavazatait a párt szabályai részben meghatározzák.
Elsősorban történelmi okokból a küldöttek kiválasztásának módja mind államról államra, mind pártok között különböző lehet, ezért az előválasztás igen bonyolult folyamat. Nem csak a párt belső szabályzata, hanem az állam jogi környezete is hat a jelöltállítás módjára és szabályaira. A legtöbb államban nyílt előválasztáson, máshol jelölőgyűlésen, megint máshol ezek valamilyen kombinációjával határozzák meg a konvencióra küldendő területi delegáltak személyét. A nyílt előválasztásokat az állam és a helyi pártszervezetek szervezik, amelyek során a választók nyilvános szavazóhelyeken leadhatják a szavazatukat a küldöttekre. A kaukuszokat a központi pártvezetés szervezi, ezek lényegében helyi közgyűlések, amelyen a helyiek különféle szavazási módok alkalmazásával jelölteket állítanak.
A legtöbb állam helyi előválasztásai és kaukuszai közül kiemelkedő szerepet kap egy rendezvény (a binding primary vagy binding caucus), amelyen az egész államra vonatkozó jelöltállítás véglegesítése megtörténik. Az államok egy részében ez a döntés többségi elvű, azaz a legnagyobb támogatású jelölt elnyeri az összes jelölti szavazatot a későbbi nemzeti konventen, míg más államokban a bejutási küszöb feletti jelöltek támogatottságával arányosan osztják szét a szavazatokat a küldöttek között.
A legtöbb államban csak a párt regisztrált szavazói vehetnek részt az előválasztásban, ezek tehát zárt előválasztások. Más államokban félig zárt előválasztási rendszert alkalmaznak, ahol a regisztrált tagok mellett a regisztrációval nem rendelkezők is részt vehetnek. Amelyik államban nyílt előválasztást tartanak, ott pártállástól függetlenül bárki részt vehet a szavazáson, míg a félig nyílt előválasztáson ehhez képest annyi a megkötés, hogy a választás helyszínén kell a pártok szavazólapjai közül azt kiválasztani, amelyikkel a szavazó voksolni kíván. Az amerikai előválasztások összes fenti változatára egyaránt igaz, hogy aki egy párt előválasztásán részt vesz, az másik párt előválasztásán nem szavazhat.

## Választási naptár
Az amerikai elnökválasztást négyévente tartják, a választás napja 1845 óta a november első hétfője utáni kedd. Ezen a napon dől el, hogy melyik állam elektorai melyik párt elnökjelöltjét támogatják. Maga az elektori szavazás jórészt formalitás, amelyre ezt követően, decemberben kerül sor.  
A novemberi elnökválasztást megelőző januárban elkezdődik a pártok elnökjelöltjeinek és alelnökjelöltjeinek kiválasztási folyamata; az államok helyi előválasztásokon és kaukuszokon döntenek azokról a küldöttekről, akik később a párt nemzeti konventjén az elnökjelöltről szavaznak. 
A választási naptár történelmi okokból nem egységes. Az egyes államok eltérő időpontokban nevezik meg saját küldötteiket, amely lehetőséget ad arra, hogy a jelöltek köre a folyamatban módosuljon: egyes jelöltek kieshetnek a versenyből még az előválasztások közben. Ha a párton belül nem kérdéses egy jelölt széles támogatottsága, akkor egyes előválasztások el is maradhatnak.

### Iowa és New Hampshire
Az előválasztási naptár sajátossága, hogy időben legkorábban két kis állam jelöltállítása – Iowa kaukusza és New Hampshire előválasztása – következik. Mivel ezek az első események, ahol a jelöltek támogatottságáról választási eredmény születik, ezen események jelentősége túlmutat az államok népességéből adódó politikai súlyán. Ennek megfelelően a potenciális elnökjelöltek már az ezen eseményeket megelőző évben is jelentős kampánytevékenységet folytatnak. Az amerikai kampánytámogatási szabályok miatt csak az részesülhet támogatásban, aki jelzi indulási szándékát a szövetségi választási bizottságnál (Federal Election Commission, FEC), ami szintén a jelöltek korai kampánystartját ösztönzi. A politikai közösség az iowai és New Hampshire-i eredmények alapján következtetéseket von le a jelöltekre nézve – arról nem megfeledkezve, hogy ezen államok népessége nem reprezentatív mintája az egész nemzetnek.

### Nevada és Dél-Karolina
A naptárban a következő a nevadai kaukusz, amely több elemző szerint pontosabb képet ad a választói akaratról, mint az azt megelőző két állam eseménye. A nyugati parthoz közeliek közül legkorábban küldöttet választó állam egyesek szerint az amerikai társadalom mikrokozmoszaként viszonylag jól leképezi a nemzet egészének politikai nézeteit, ezért mind nagyobb kampányköltekezés és médiafigyelem és övezi az itteni eseményeket.
Az első déli állam, amely előválasztást tart, Dél-Karolina. Az állam kifejezetten a republikánus előválasztások szempontjából érdekes csatatér, hiszen sokszor az itteni előválasztáson dőlt el a republikánus elnökjelöltek közötti verseny.

### Szuperkedd

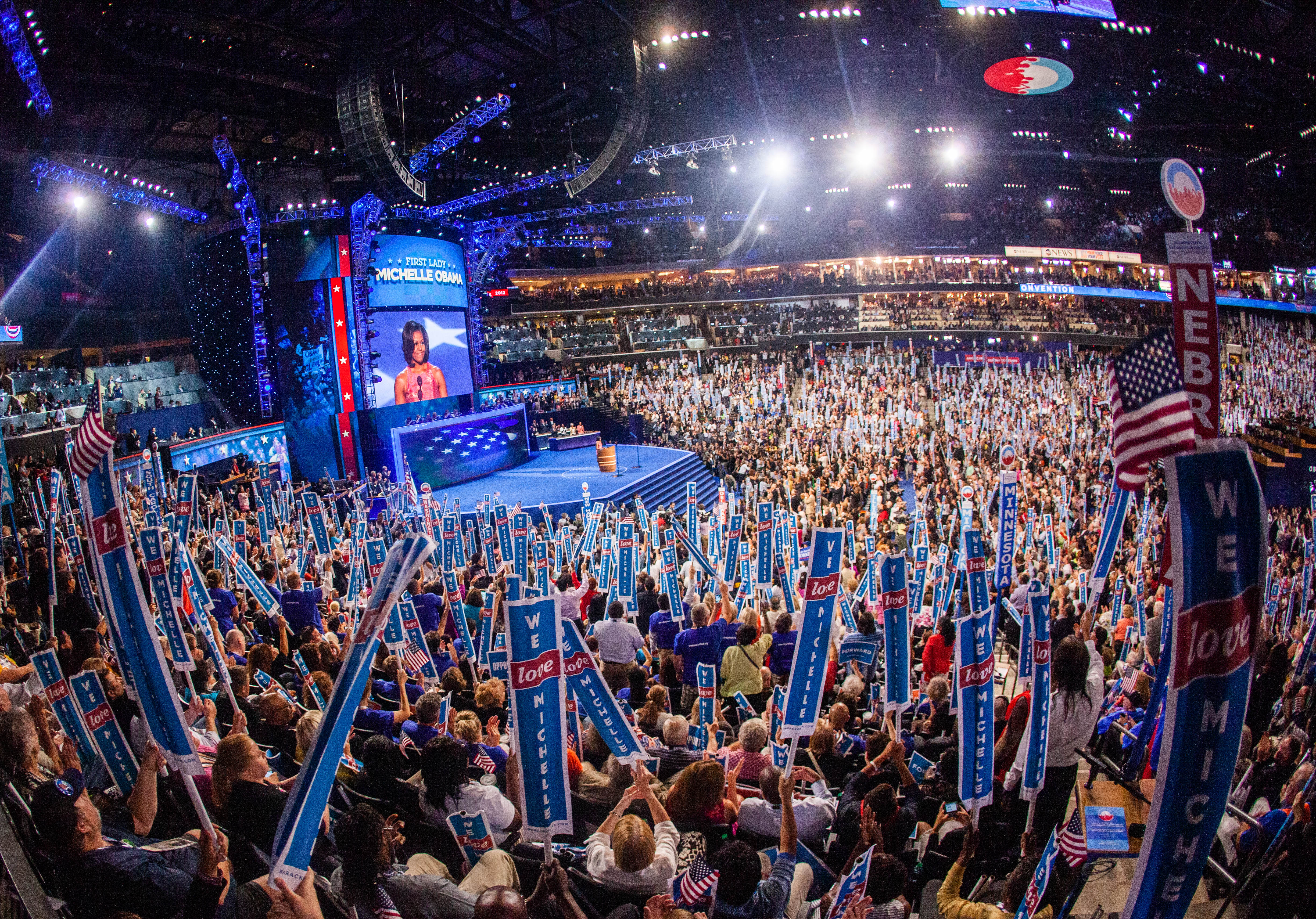
Michelle Obama beszéde az Észak-Karolinában tartott Demokratikus Nemzeti Konvención, 2012-ben

A február végére vagy március elejére eső keddi nap jelentőségét az adja, hogy több államban egyszerre ezen a napon tartanak előválasztásokat és kaukuszokat. Az összes küldötti mandátum mintegy harmadát ezen a napon töltik be, így a szuperkedd alapvetően befolyásolja a pártok elnökjelöltjeinek talpon maradását. Tovább emeli a fontosságát, hogy az e napon jelöltet állító államok szétszórtan helyezkednek el, így az eredmények igen pontos képet adnak a társadalom egészének véleményéről.
A szuperkeddet követően a jelöltállítási események egészen a nyárig folytatódnak a többi államban.

### Nemzeti konvenciók
Az előválasztások végét a pártok nemzeti jelöltállító konvenciója jelzi. Ezek jellemzően nagy nyilvánosság előtt zajló, négynapos politikai nagygyűlések, amelyen megtörténik a jelöltek formális kinevezése, emellett politikai beszédek hangzanak el a jelöltekről és a programokról. A konvent résztvevői az államok küldöttei, emellett (a novemberi választástól eltérő módon) részt vesznek az USA tengerentúli területeinek küldöttei is. A küldöttek szavazati súlyát a jelöltállításban a pártok egyénileg szabályozzák. Az alelnökjelöltet a gyakorlatban az elnökjelölt nevezi meg, kettejükről a konvert általában együtt dönt. Szavazategyenlőség esetén addig ismétlik a szavazást, amíg az egyik jelölt többséget nem szerez.

## Bírálatok

### Reprezentativitás
Iowa és New Hampshire pusztán azért nyer jóval nagyobb jelentőséget az előválasztáson, mint akár sokkal népesebb államok, mert ők kerülnek sorra elsőként az előválasztási naptárban. Az előválasztások egyes bírálói szerint ez azért is problémás, mert ezen államokban felülreprezentáltak a fehér vidékiek, emellett gazdagabbak az átlagnál – ebből kifolyólag ezen csoportok hatása az elnök személyére arányát tekintve nagyobb, mint más társadalmi csoportoké. Mivel az eseménynaptár általában januártól hat hónapon át húzódik, bizonyos államoknak, amelyek júniusban tartanak előválasztást (például a legnépesebb Kalifornia, és a legsűrűbben lakott New Jersey) már nincs lényegi beleszólása, hogy ki legyen az elnökjelölt.

### Az események eloszlása
A pártoknak és az államoknak több szempontból is érdekében áll, hogy az előválasztásaik minél előbb történjenek. Az államok ugyanis versengenek azért, hogy minél előbbre kerülve minél nagyobb legyen a hatásuk, míg a pártoknak sem érdeke, hogy nagyon elhúzódó politikai harcok alakuljanak ki a párton belül. Ennek megfelelően a legtöbb előválasztás februárban és márciusban lezajlik. Ezen hónapok a kampány szempontjából tehát rendkívül zsúfoltak, aminek több hátrányos következménye is van. A jelölteknek nincs idejük az összes államot bejárni, így a kisebb államokra irányuló figyelem nagyon lecsökken, továbbá személyes gyűlések helyett nem kívánt mértékben nő a fizetett politikai hirdetések szerepe. Mivel ezek a jelenségek azoknak a jelölteknek kedveznek, akik nagyobb pártinfrastruktúrával és költségvetéssel gazdálkodnak, így az újabb, ismeretlenebb jelölteknek aránytalanul nagy nehézségekkel kell szembenéznie.

### Szuperdelegáltak
A demokrata párt nemzeti konventjén az államok küldöttei mellett ún. szuperdelegáltak is szavaznak a párt elnökjelöltjeiről. Ez egyesek szerint azért antidemokratikus, mert őket nem köti semmilyen választói felhatalmazás, ezért a többi küldöttel szemben saját preferenciáik szerint szavazhatnak. Mások azért kritizálják a demokrata jelöltállítási rendszert, mert a szuperdelegáltak között felülreprezentáltak a fehérek és a férfiak, amely társadalmi csoportoknak így arányában nagyobb a hatása az elnökjelölt személyére, mint a többi választónak.

## Fordítás
Ez a szócikk részben vagy egészben  az   United States presidential primary című angol Wikipédia-szócikk ezen változatának fordításán alapul.  Az eredeti cikk szerkesztőit annak laptörténete sorolja fel. Ez a jelzés csupán a megfogalmazás eredetét és a szerzői jogokat jelzi, nem szolgál a cikkben szereplő információk forrásmegjelöléseként.